# الهيجة (ريمة)

تعديل مصدري - تعديل

قرية الهيجة  هي إحدى قرى عزلة يامن الواقعة ضمن مديرية كسمة التابعة لمحافظة ريمة، بلغ تعداد سكانها (465) نسمة حسب تعداد اليمن لعام 2004.

## المحلات التابعة للقرية
- العرجز
- المعيه
- الزحزاح
- العمقه
- راس الجبل
- داري قاسم
- دي حميد
- مقطرة

## روابط خارجية
- الدليل الشامــل